# Záporové pažení

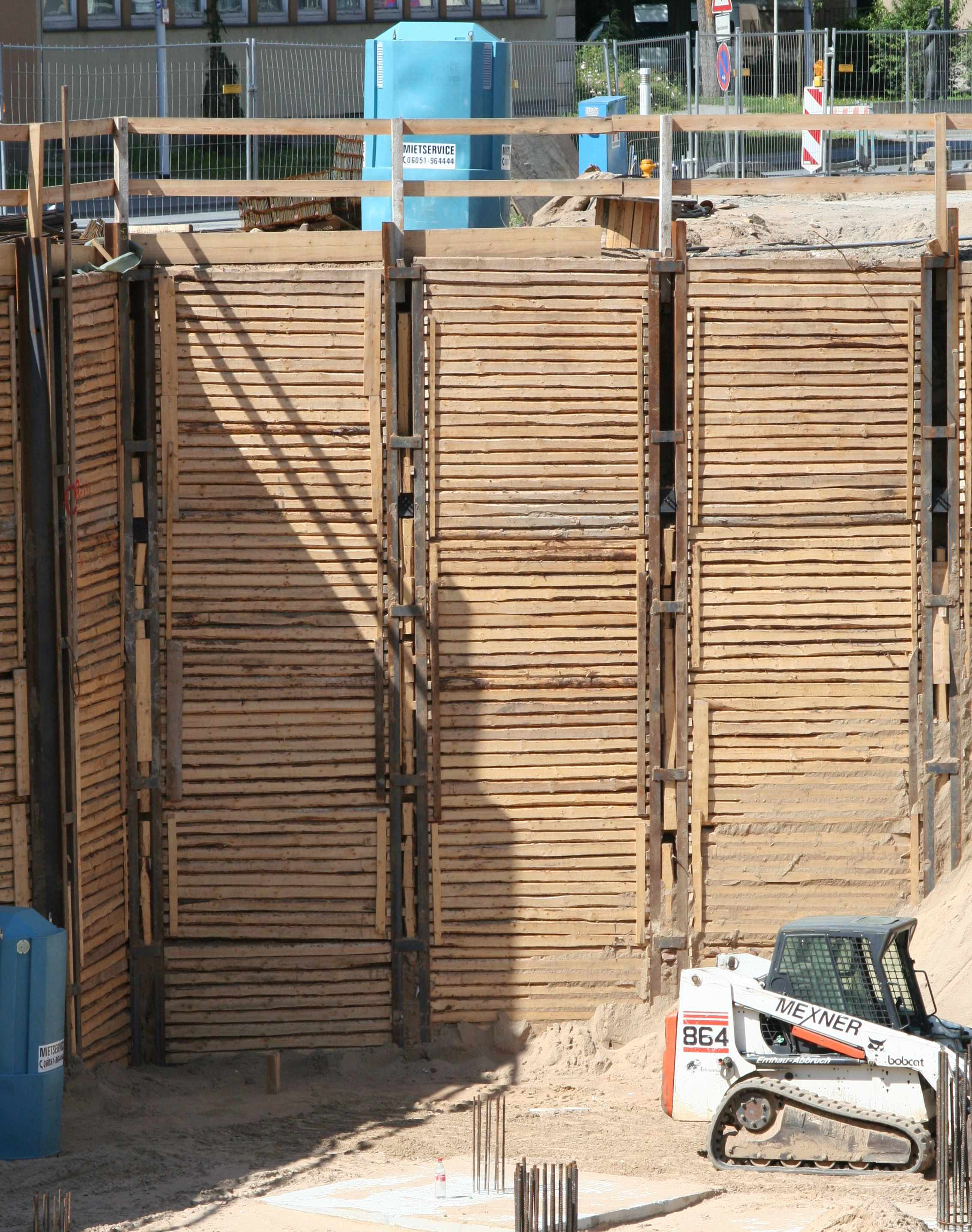
Spodní stavba zajištěná berlínskou záporovou metodou. Zápory jsou ocelové, mezi nimi se nachází dřevěné pažiny.

Berlínská stěna, záporové pažení či berlínská metoda pažení je dočasná metoda pažení stěn stavebních jam a jeden z druhů pažících konstrukcí. Používá se při stavbě v zastavěných oblastech, kde kvůli stísněným podmínkám nelze realizovat méně náročné svahované výkopy. Jde o nejrozšířenější konstrukční variantou zajištění stavební jámy.
Berlínská stěna je vhodná do výkopy nad hladinou podzemní vody, jelikož netěsní. Pro dosáhnutí vodotěsnosti ji lze kombinovat například s tryskovou injektáží, nebo použít stěnu milánskou.
Tato metoda byla poprvé použita v 30. letech 20. století při výstavbě berlínské podzemní dráhy.

## Vytváření
Vytváří se vyhloubením řady vrtů pod hloubku budoucího výkopu. Do těch se zapustí zápory (ocelové profily tvaru I). Mezi ně se pak během odtěžování zeminy postupně zasouvají vodorovné pažiny. Ty bývají z dřevěných prken, z betonu, oceli nebo z železobetonu (stříkaný beton s ocelovou sítí). Záporová stěna pak zajišťuje prostor pro vznik spodní stavby či základů. Mívá životnost 1 až 3 roky. Po dokončení výstavby může posloužit jako ztracené bednění. Poté se odstraní, zápory se z vrtu vytáhnou.
Užívá se v zeminách, kde lze snadno navrtat či beranit zápory profilu nejčastěji „I" či dvojité „U" o výšce přibližně kolem 2 až 4 metrů. Pro větší hloubky je potřeba pažící stěnu kotvit, rozepřít či vzepřít. K tomu se používají dočasné pramencové, tyčové horninové kotvy nebo vzpěry a rozpěry.